# Baitasi
Baitasi (kinesiska: 白塔寺乡, 白塔寺) är en socken i Kina. Den ligger i provinsen Sichuan, i den sydvästra delen av landet, omkring 170 kilometer sydost om provinshuvudstaden Chengdu. Antalet invånare är 19 966. Befolkningen består av 9 931 kvinnor och 10 035 män. Barn under 15 år utgör 26,0 %, vuxna 15-64 år 61 %, och äldre över 65 år 12,0 %.
Genomsnittlig årsnederbörd är 1 416 millimeter. Den regnigaste månaden är september, med i genomsnitt 262 mm nederbörd, och den torraste är december, med 15 mm nederbörd.